# Отто Рюле
Отто Рюле (нім. Otto Rühle; 23 жовтня 1874, Гросширма, Німеччина, — 24 червня 1943, Мехіко, Мексика) — німецький лівий комуніст, активно виступав проти Першої та Другої світових війн, поряд з Карлом Лібкнехтом, Розою Люксембург, Францем Мерінгом та іншими стояв біля витоків групи й журналу «Інтернаціонал» і «Союзу Спартака» в 1916 році.
«Союз Спартака» зайняв незалежну позицію щодо ленінізму, за що піддався нападкам більшовиків (за неузгодженість дій). Після того, як Карл Лібкнехт і Роза Люксембург були вбиті в 1919 році, Рюле продовжував діяльність у німецькому робітничому русі, розвиваючи як ранню комуністичну критику більшовизму, так і ранню опозицію фашизму. Рюле бачив у Радянському Союзі форму державного капіталізму, схожого з фашизмом. Він був одним із перших марксистів, що почали називати СРСР тоталітарною державою, і стверджував, що Радянський союз був взірцем для фашизму. Водночас, на його думку, незалежно від початкових намірів більшовиків, результат їхньої діяльності значно більше скидався на підсумок європейських буржуазних революцій, ніж на пролетарську революцію.
Рюле також приділяв значну увагу організаційній формі революції, заявляючи, що «революція не партійна справа», і виступаючи за створення фабричних рад під управлінням робітників.
У 1921 році одружився з Алісою Герштель.
З квітня 1937 року Рюле був членом комісії Дьюї, яка виправдала Льва Троцького від усіх звинувачень, зроблених під час московських процесів.
Влітку 1932 року Рюле з дружиною покинув Німеччину і поселився у Празі. За протекцією зятя з 1935 року Рюле працював радником мексиканського міністерства освіти. У 1936 році дружина Рюле приїхала до нього в Мехіко.
Помер від хвороби серця. Дружина покінчила життя самогубством в той же день.